# Mousa Shobeiri Zanjani
Mousa Shobeiri Zanjani (persiska: موسی شبیری زنجانی), född 1928 i Qom, Persien, är en iransk shiamuslimsk sayyid, ayatolla och marja' al-taqlid. Han föreläser avancerade kurser i fiqh (islamisk rättslära) och usul al-fiqh (rättslärans principer) i Qom. Enligt ett tillkännagivande från år 2014 anser Gemenskapen av seminarielärare i Qom att han är en av de som det är tillåtet att göra taqlid till.